# Cassius und Florentius

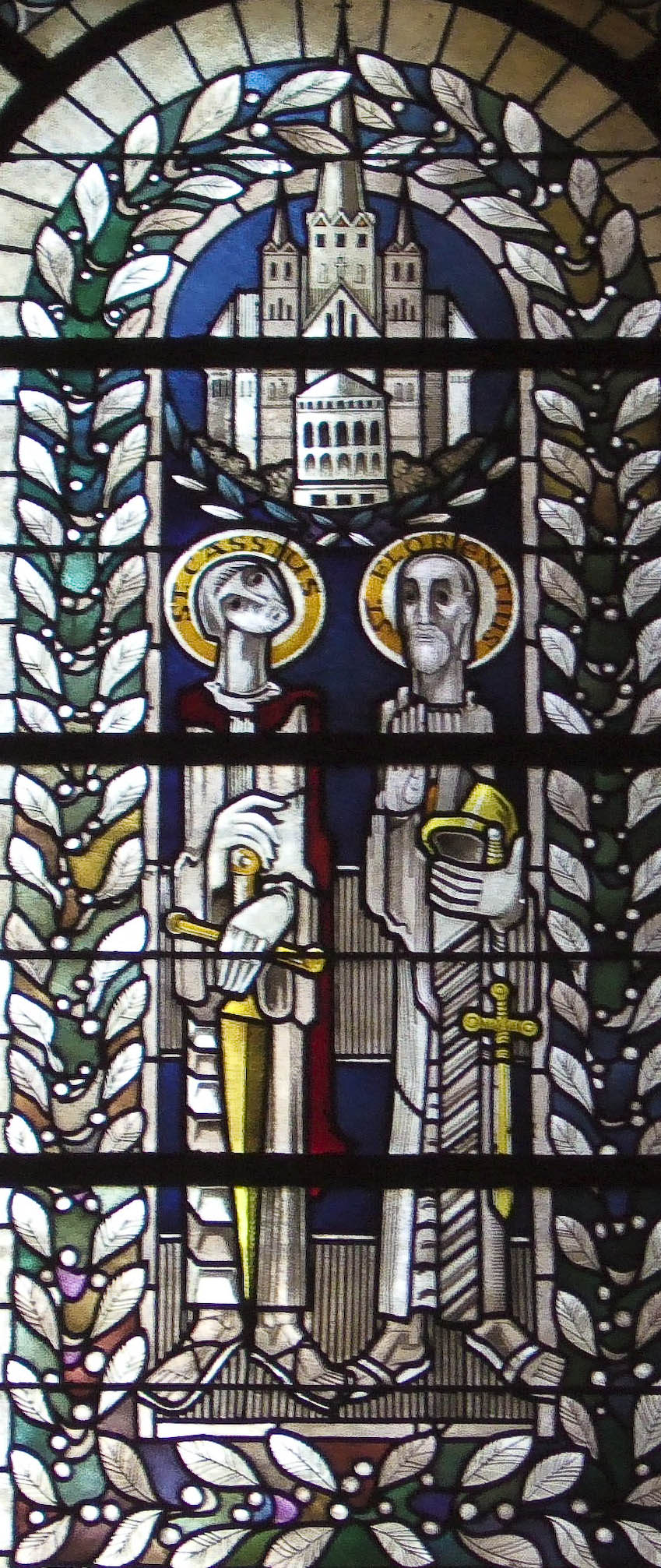
Fenster mit Porträts von Cassius und Florentius im Bonner Münster

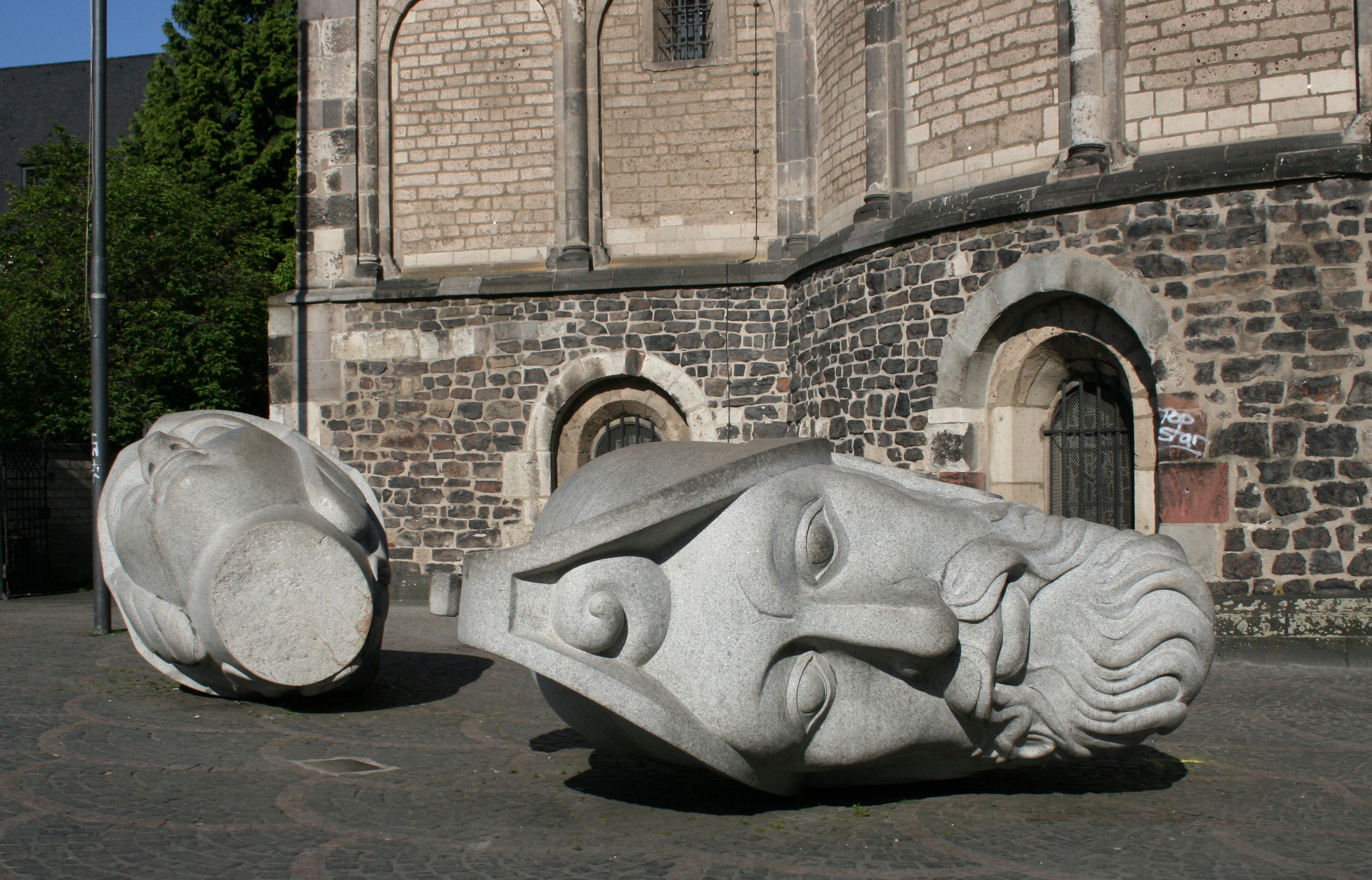
Iskender Yediler: Cassius und Florentius vor dem Bonner Münster

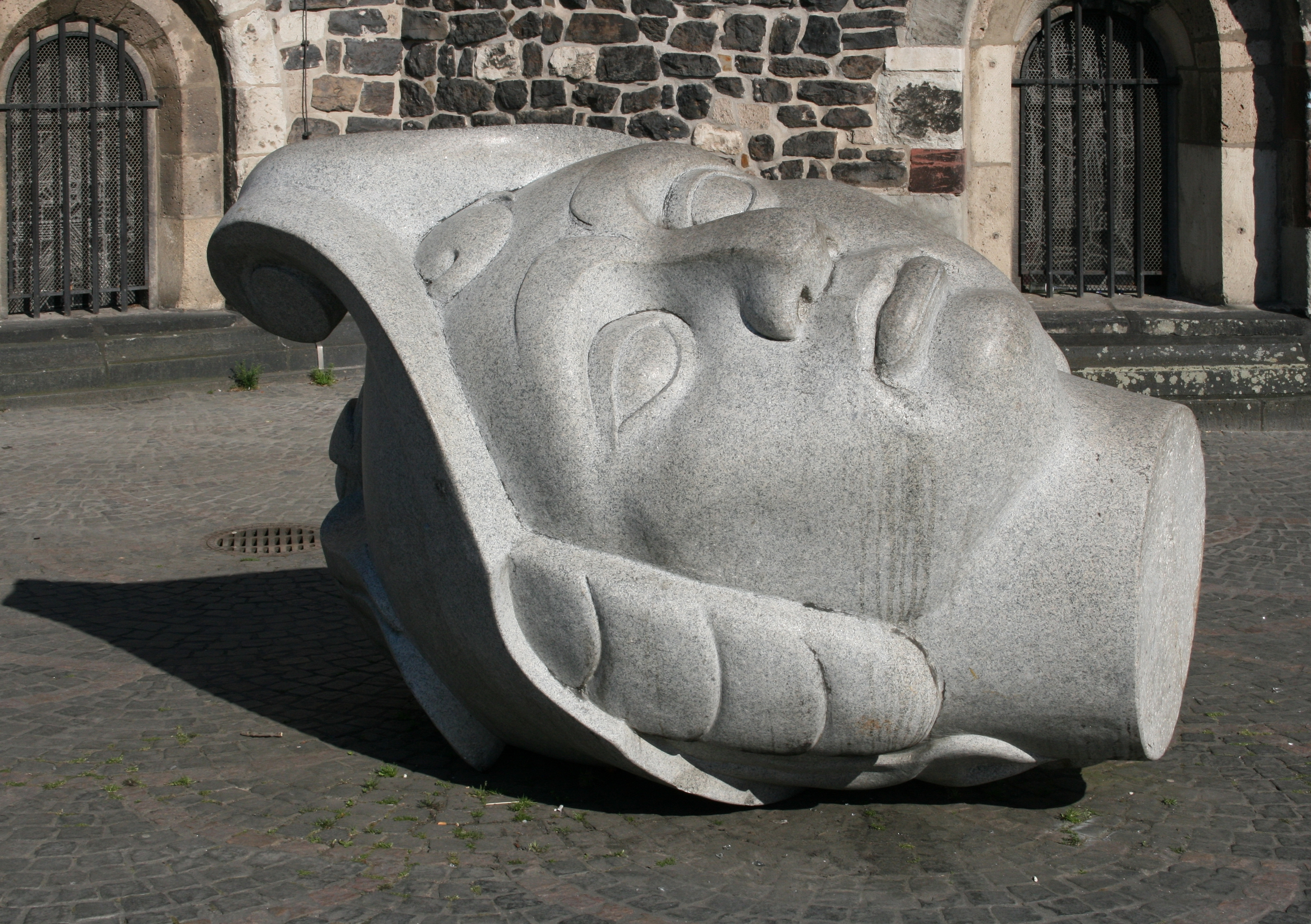
Cassius vor dem Münster

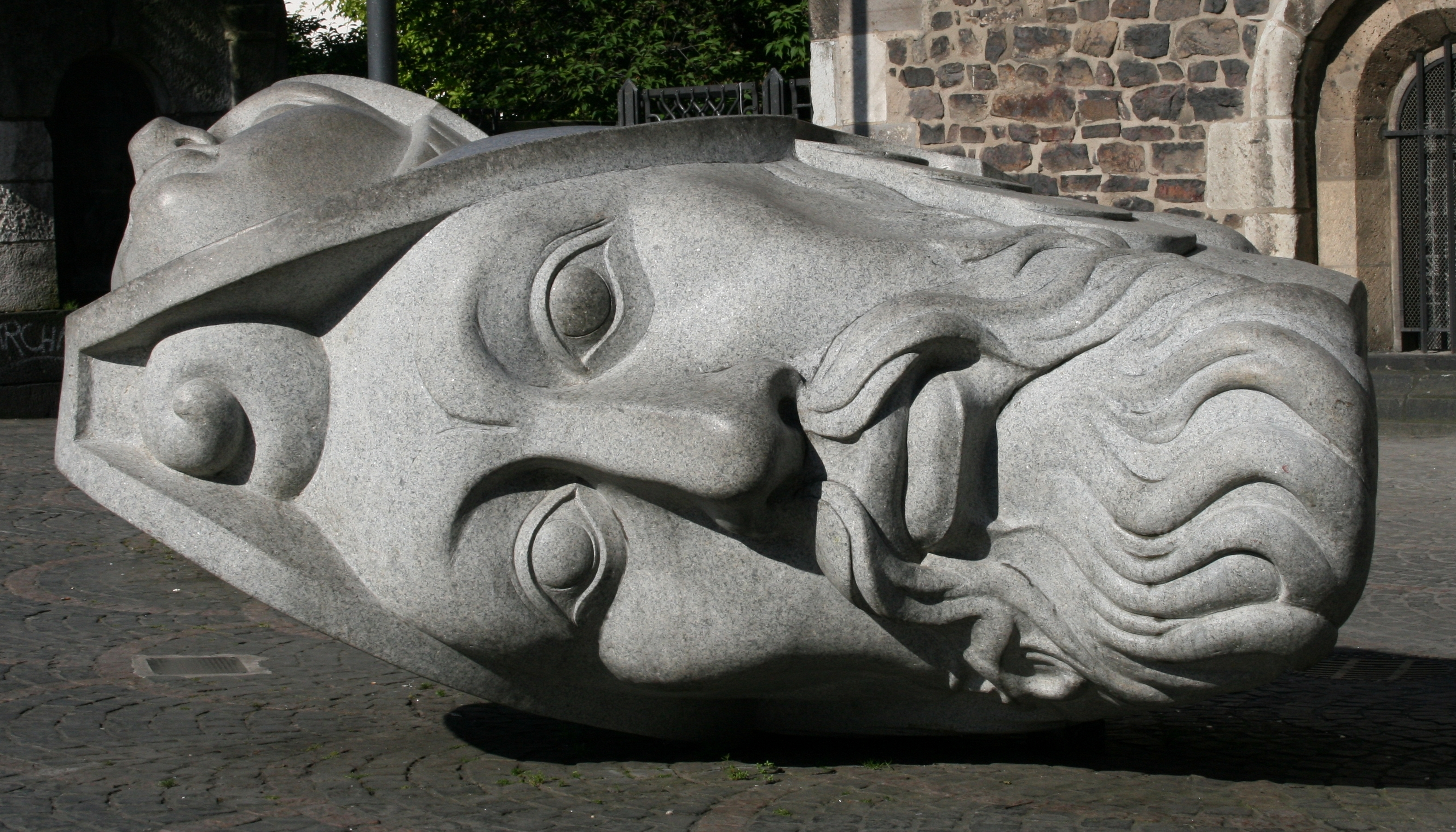
Florentius vor dem Münster

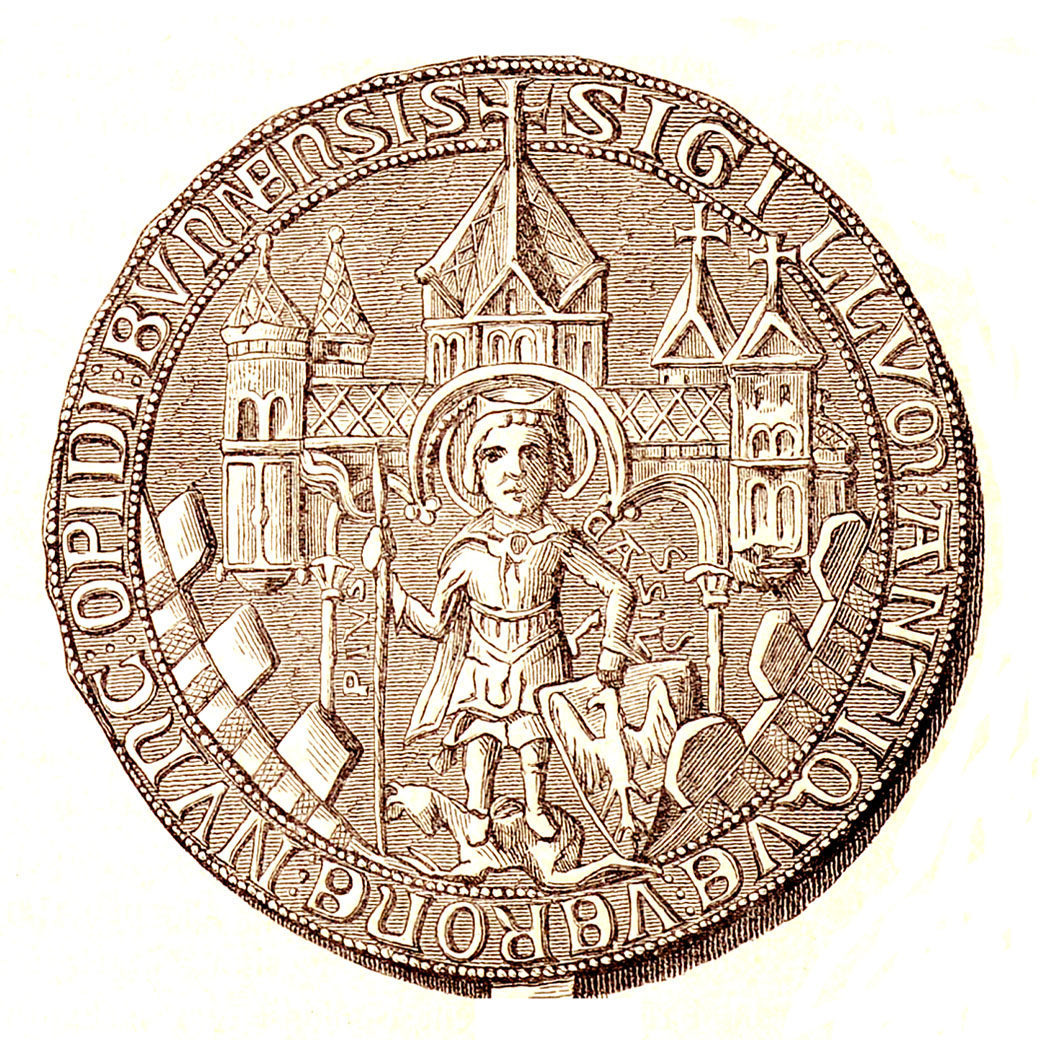
Cassius auf einem Bonner Stadtsiegel (13. Jahrhundert)

Florentius und Cassius, zwei römische Soldaten der legendären Thebäischen Legion, sollen im 3. Jahrhundert in Bonn ihr Leben bei einer Christenverfolgung verloren haben.

## Die Legende
Der Legende nach stammte die Legion, zu der Cassius und Florentius gehörten, aus dem östlichen Teil des Römischen Reiches, aus dem heutigen Ägypten, und wurde von Mauritius (Mauricius) geführt. Zum Ende des 3. Jahrhunderts habe Kaiser Maximian die Legion in den Krieg gegen die Bagauden nach Gallien geschickt. Der Grund der Dezimierung und schließlichen Auslöschung der gesamten Legion, die aus 6.600 Christen bestanden haben soll, soll deren Weigerung gewesen sein, gegen christliche Glaubensbrüder zu kämpfen. Dies geschah zunächst in einem Zwischenlager bei Acaunus, nahe dem heutigen St. Maurice d’Agaume, und in Solothurn in der heutigen Schweiz.
Teile der Legion, so die Legende, seien zur Niederschlagung eines Aufstandes in das heutige Rheinland vorausgeeilt. Zu ihnen zählten Cassius und Florentius, die dann in Bonn mit sieben beziehungsweise zwölf Gefährten hingerichtet wurden. In Köln ereilte Gereon mit 318 Gefährten und in Xanten Viktor mit 330 Gefährten dasselbe Schicksal.
Der Hinrichtungsort in Bonn soll „in ungeweihter Erde“ am Fuß des Kreuzbergs gewesen sein, wo sich später die Endenicher „Mordkapelle“  bzw. Marterkapelle befand. Helena Augusta – die „Heilige Helena“ – soll die Leiber der Getöteten geborgen und in einer von ihr über einer cella memoriae errichteten Kirche begraben haben. Diese Kirche soll ein Vorläuferbau des heutigen Münsters sein. Archäologisch nachweisbar sind unter der Krypta der Münsterkirche drei schräg zur Kirchenachse liegende spätrömische Sarkophage, zu denen eine cella memoriae aus der zweiten Hälfte des 3. Jahrhunderts gehört, die auf einem spätrömischen Gräberfeld errichtet worden ist. Über dieser Kultstätte erhob sich spätestens Ende des 4. Jahrhunderts eine Saalkirche von 13,70 m Länge und 8,80 m Breite. Heute befinden sich genau dort die Krypta und der Langchor des Bonner Münsters.
Schriftlich sind Cassius und Florentius im „Martyrologium Hieronymianum“ erwähnt. „691 nennt eine Urkunde in Bonn erstmals eine basilica der Heiligen Cassius, Florentius und Gefährten.“ Ihre Zuordnung zur Thebäischen Legion erfolgte wahrscheinlich noch später. Nachweisbar ist sie das erste Mal in der Schrift „Passio sanctorum Gereonis, Victoris, Cassii et Florentii Thebaeorum martyrum“ eines unbekannten Verfassers aus dem 11. Jahrhundert. Noch einmal Jahrzehnte später war es der Propst des Bonner Cassius-Stiftes, Gerhard von Are, der im 12. Jahrhundert zu den beiden Märtyrern einen dritten, den Heiligen Mallusius, und die Heilige Helena hinzufügte. Diesem Schritt des Bonner Propstes, drei Märtyrer zu verehren und die Heilige Helena als Kirchenstifterin hinzuzufügen, schlossen sich die Stifte von St. Gereon in Köln und St. Viktor in Xanten an.
Am 2. Mai 1166 ließ Gerhard von Are Gräber in der Gruft öffnen, in denen sich die Gebeine der drei Märtyrer befunden haben sollen. Die dort gefundenen Reliquien wurden in kostbaren Schreinen den Gläubigen im Beisein des Kölner Erzbischofs Rainald von Dassel auf dem Hochaltar der Stiftskirche gezeigt. Diese Schreine wurden im Verlauf des Truchsessischen Krieges geraubt und sind seitdem verschwunden. Die Reliquien wurden danach in einfachen Behältnissen am Hochaltar geborgen.
1643 wurden Cassius und Florentius zu Stadtpatronen ernannt und auch am Beginn des 18. Jahrhunderts war die Verehrung der ursprünglichen Grabstätten der Märtyrer unter der Krypta nach wie vor lebendig. Davon zeugen vier schwarze Marmorplatten, die 1701 ein Kanoniker spendete und die über die Sarkophage in der Gruft unter der Krypta gelegt wurden. Nach der Auflösung des Cassius-Stiftes 1802 im Gefolge der napoleonischen Besetzung des Rheinlandes gerieten die Reliquien offensichtlich in Vergessenheit. 1887 wurden sie zufällig bei einer damals stattfindenden Restaurierung des Münsters auf Schränken in einem der Chortürme gefunden.
1971 wurde in der Krypta des Münsters ein moderner Schrein von Hein Gernot mit den Reliquien aufgestellt.

## Gedenktag
Der liturgische Gedenktag von Cassius und Florentius – in Bonn Hochfest – ist der 10. Oktober. Bis heute besteht der im Spätmittelalter entstandene Brauch, dass der Oberbürgermeister von Bonn jährlich an diesem Tag im Bonner Münster zum Gedenken an die Stadtpatrone im Namen des Stadtrates eine Kerze opfert und entzündet; sie trägt die Aufschrift: „Cassi, Florenti orate pro nobis – Der Rat der Stadt Bonn“ („Cassius und Florentius, bittet für uns)“.

## Darstellungen
Cassius und Florentius werden im Innen- und Außenbereich des Bonner Münsters in vielfacher Weise porträtiert. Zu sehen sind sie dabei zumeist als noch relativ junge Männer, deren Uniformen und Bewaffnung sie als römische Legionäre oder mittelalterliche Soldaten ausweisen.

### Büsten aus dem 18. Jahrhundert

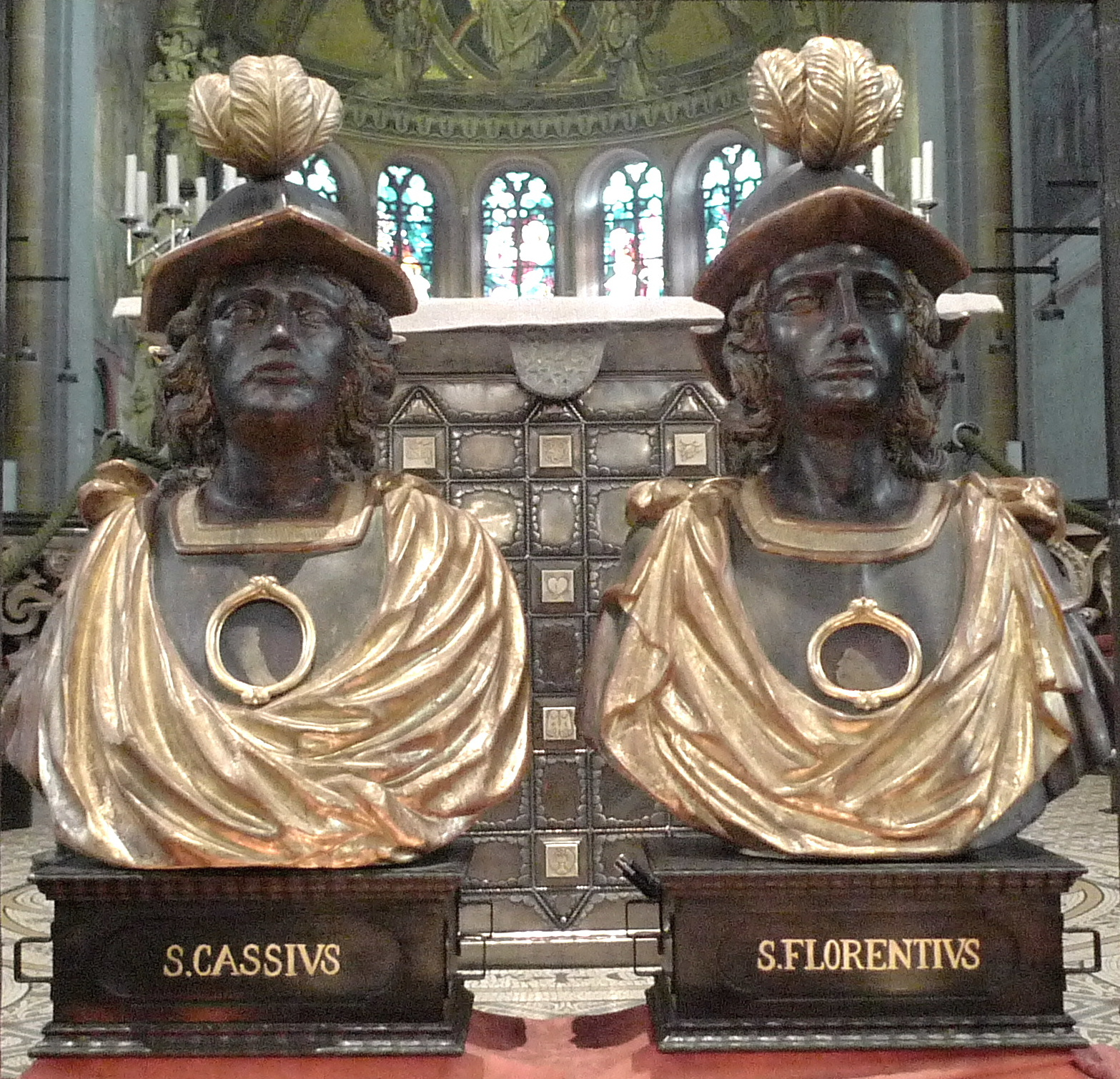
Cassius- und Florentius-Büsten – ausgestellt im Bonner Münster im Oktober 2010

Zwei Büsten aus dem 18. Jahrhundert, die ursprünglich der Präsentation von Reliquien gedient haben, wurden 2006 auf dem Speicher des Münsters gefunden. Sie sind 62 bzw. 74 Zentimeter groß und aus Laubholz, möglicherweise Linde, hergestellt. Die Figuren tragen schwarze Harnische. An deren Schultern sind goldenen Mäntel geknotet. Auf der Brustmitte befinden sich Reliquienöffnungen, die bei ihrer Entdeckung leer waren. Helme und Gesichter von Cassius und Florentius sind
schwarz. Die Blattversilberung der Büsten erscheint mittlerweile ebenfalls schwarz, weil sie sich in
Silbersulfid verwandelt hat. Harnischrand, Mantel, Federbusch und Helmkante
sind blattvergoldet.
Die Büsten wurden restauriert. Sie sind in einem Schrein im Hochchor des Bonner Münsters zu sehen und werden in der Festdekade im Oktober über dem Eingang zur Krypta präsentiert.

### Skulpturen vor dem Münster
Im Jahr 2002 hat Iskender Yediler die Köpfe von Cassius und Florentius in der Kirche abfotografiert, als Modell nachgebaut, in Granit gehauen und vor dem Bonner Münster platziert.